# Zoilos (metge)
Zoilos (grec antic: Ζώιλος; llatí: Zoilus) fou un metge grec que va viure al segle I aC o una mica abans, ja que el menciona Andròmac el jove.
Sembla que va dedicar atenció especial a les malalties dels ulls perquè se l'anomena ὁ ὀφθαλμικός (‘l'oftàlmic’). Algunes de les seves fórmules mèdiques les va conservar Galè. També en parlen Alexandre de Tral·les, Aeci i Nicolau Mirepsos.